# VG247
VG247 är en brittisk datorspelsblogg, grundad i februari 2008 av Patrick Garratt. 2009 rankades bloggen som den tredje bästa datorspelsbloggen, strax bakom Joystiq och Kotaku.